# Allison Schroeder
Allison Schroeder es una guionista estadounidense. Coescribió la historia de la película Hidden Figures con Theodore Melfi, trabajo que le valió una nominación a un Premio Óscar en la categoría de mejor guion adaptado. En 2017 fue contratada como guionista adicional en la película Christopher Robin de Marc Forster.
En enero de 2016, Schroeder se casó con el escritor Aaron Brownstein. Tienen una hija, Emily, nacida en 2016.

## Filmografía
- The Victoria's Secret Fashion Show (coordinadora)
- Pineapple Express (asistente de producción)
- Smallville (asistente de producción)
- Jay and Seth versus the Apocalypse
- Hidden Figures (escritora)
- Christopher Robin (escritora)
- Mean Girls 2 (escritora)
- Side Effects (productora, escritora)